# Ойрати
Ойрати (монг. "ойрад", "ойрд") — західна група монголів, чиєю прабатьківщиною є Алтайський регіон Західної Монголії. Незважаючи на те, що ойрати мають походження зі східної частини Центральної Азії, найбільша популяція сьогодні знаходиться в Калмикії, федеральному суб'єкті Росії, де вони називаються калмиками.
Історично ойрати складаються з чотирьох основних етнічних груп: джунгари (чорос або олети), торгути, дербети і хошути. Менші племена: хойти, баяти, мянгати, захчини.

## Етимологія
Кілька варіантів походження імені «ойрати» у різних дослідників:
- Назва походить з монгольських мов: «ойрат є монгольське слово у перекладі: союзний, ближній, союзник» Н. Я. Бичурин. өөр (суч. калм.), ойр (суч. Халху.) — ближній, близький (географічно); живе по сусідству, неподалік[1]
- Слово «ойрат» розпадається на два терміни «ой» і «арат» (лісові люди). На суч. Халху.: ойн іргед — лісове плем'я, ойн арад — лісовий народ. (Банзаров Д.)[2]
- Походження етноніма «ойрат» (оjiрад) і «огуз» із загальної форми огізан або огіз (монг. Ojiран, мн. Ч. Ojiрад). (Г. Рамстедт)[3]
- Тотемне походження терміна «ойрат» (у значенні вовк) вважається не випадковим збігом з фінським «koira» (собака), тобто табуізованним (заборонним вголос вживати ім'я предка, замінюючи його родинним словом) назвою вовка. У калмиків вважають своїм предком чоне (вовка) раніше часто вовк, крім свого основного імені — чоне, називався «тенгрін ноха» — небесна (божественна) собака. Гіпотеза може говорити про можливість контактів фінно-угорських племен з предками західних монголів в районі Мінусинської улоговини. (Н. Н. Убушаев)[4]

## Мова і писемність
У лінгвістиці мову західної гілки монголів (ойратів) іменують калмицькою (іноді ойрат-калмицькою), у той час як для мови ойрат Монголії і Китаю в російськомовній літературі назви немає. Одні автори називають його калмицькою, інші пишуть про ойратські говірки, які засновані на єдиній літературній ойратській мові, що виникла у XVII ст.. Російські ойрати (калмики) до 1924 року в листуванні користувалися своєю ойратською національною писемністю «Тодо Бічг», створеною у 1645 році ойратським вченим і просвітителем буддистським ченцем Зая-Пандітою на основі застарілої на той час і такої, що не передавала точного звучання багатьох слів, старомонгольської абетки. У 1924 році національна калмицька (ойратська) писемність російських ойратів (калмиків) «Тодо бічг» була замінена в ході кампанії кирилізації алфавітів народів СРСР на кирилицю (російський алфавіт). Монгольські і китайські ойрати продовжують використовувати «Тодо бічг». На «Тодо Бічг» вівся документообіг в ойратських державах (Зюнгарському, Калмицькому і Хошутському ханствах). Зокрема, в російських архівах збереглося листування зюнгарських і калмицьких ханів з російськими царями й імператорами. Також на «Тодо бічг» написані ойратські літературні твори, тууҗ (перекази) і літописи, буддистські тексти та документи XVII—XIX століття, наприклад загальномонгольський звід законів «Ік цааҗін бічг» (Степове укладення) — перероблений і доповнений звід законів Чингісхана «Яса (Йосн)», прийнятий в 1640 році на з'їзді ойратських (калмицьких, джунгарських) і монгольських князів (найняв) і тайшей.

## Релігія
Віруючі ойрати — в основному буддисти, історично прихильники школи тибетського буддизму Гелуг, крім Гелуг були поширені й інші школи. До прийняття в 16-му столітті жовтої віри (шарин шашин, шар шажн, шар шаҗн) — буддизму, сповідували просту віру (бөө мөргөл, хар шажн, хара шаҗн) — шаманізм. У ойратській (калмицькій) мові слово «хар, хара» має два значення — «чорний (а)» і «простий (а)», а слова «Небо» і «Бог» позначаються одним словом — «Теңгр». Центральне місце в добуддийському ойратському пантеоні богів займало центральне божество монгольських народів «Мөңк Көк Теңгр» (Вічно Синє Небо) або «Теңгр Аав (ЕЦК)» (Небо-Батько). З зазначеним небесним божеством злився земний культ родючості «Өткн (Етукен) көрстə Һазр» (Землі) або «Һазр-Ееҗ» (Земля-Мати). Ці два культу, небесний «Теңгр Аав (ЕЦК)» (Небо-Батько) — символізує чоловіче, плідну початок і земної «Һазр-Ееҗ» (Земля-Мати) — символізує жіночий родючий початок, злилися в один культ загальнонаціонального ойратського покровителя «ЦаҺан Аав»(Білого старця), який нині розрізняється лише зображенням на шүтəнах (іконах). Небесний культ «Теңгр Аав (ЕЦК)» (Небо-Батько) зберігся в буддизмі ойратів під ім'ям «Нарта Делкəн Езн ЦаҺан Аав» (Господаря Всього Всесвіту Білого Старця) — Господаря Всесвіту, богів і людей, подавача щастя, удачі і благополуччя, зображується на шүтəнах (іконах) калмиків (ойратів) у вигляді білого старця що стоїть з палицею (раніше зі списом) який символізує чоловічий плідний початок і за народними повір'ями ойратів (калмиків) є родичем по чоловічій лінії всім ойратам (калмикам) чоловічої статі, у зв'язку з ніж під час святкування щорічного літнього свята Үрс Сар на обряд «Ова тәклһн» — спільний молебень і принесення підношень, який проводиться на священних курганах «ова» 16-го числа за місячним календарем, місяця вівці, раніше не допускалися жінки і гелюнги (священнослужителі). Зазначений обряд почитання мають право здійснювати і бути присутнім при ньому тільки особи чоловічої статі від старих до хлопчиків того роду який проживає в даній місцевості. Витоки дошаманістського культу «ова» — в шануванні Всесвіту, господарів місцевості, господарів родової території, інакше кажучи — у культі природи і культ родових заступників. З відходом калмиків, з місць кочевій, у Західній Монголії, ними були покинуті традиційні місця поклоніння — «богдо Уул» (священні гори). Відповідно, видозмінився і культ «ова», який через брак гір у Калмицькій степи, став відзначатися на священних «оватин толһа» (курганах) і в якому, першочергове місце став займати культ загальнонаціонального покровителя ЦаҺан Аав (Білого старця), який відомий також у тюркських народів у вигляді «Білого старця» під ім'ям «Кудай, Хизира» — подавача благополуччя, що приходить на допомогу всім подорожнім і нужденним. Земний культ «Һазр-Ееҗ» (Земля-Мати) зберігся під ім'ям «Һазр-Усна Езн ЦаҺан Аав» (Господаря Землі і Вод Білого Старця) — подавача достатку й родючості, який зображається на шүтəнах (іконах) калмиків (ойратів) у вигляді сидячого білого старця. Загальна символіка свята Үрс сар — родючість і багатство, у всіх трьох світах: людському, тваринному і рослинному. Крім літнього свята Үрс сар ЦаҺан Аав (Білого старця) шанують і в грудні, в дні зимового сонцестояння (Җілін Езн), який був приурочений буддистськими місіонерами в честь дня народження засновника своєї секти (школи) Гелугпа (зайняла завдяки військовій і фінансовій допомозі ойратських ханів в 17 столітті чільне становище в Тибеті і тибетському буддизмі) Цонкапи (по ойратські — Зунква гегян) і перейменований у відповідності з тибетськими традиціями в свято Ло Сар (свято тисячі вогнів) за ойратською — Зул, у зв'язку з чим відповідно до буддійських свят відзначається за місячним календарем непостійний графік і відзначається то в листопаді, то в грудні кожного року, раніше ж до прийняття буддизму ойратами Җілін Езн відзначався в дні зимового сонцестояння 22-25 грудня. У це свято у ойратів відповідно до давніх дошаманистських і добуддийських традицій починається Новий рік в який кожен ойрат (калмик) чоловічої статі додає собі ще один прожитий рік, так як в давнину ойрати (калмики) не дотримувалися своїх індивідуальних днів народження. Зазначене свято було включене буддистськими місіонерами в свій календар під ім'ям Зул, і приурочено до дня народження засновника школи Гелугпа Цзонкапи (Зунква-гегян), так само як християнськими місіонерами в Європі був включений в свій календар давнє язичницьке свято зимового сонцестояння, яке під ім'ям Різдво Христове (Christmas) відзначається католиками, протестантами та ін. європейськими християнами відповідно до грегоріанського календарю — 25 грудня, православні ж християни відзначають його за юліанським календарем — 7 січня. Крім вищевказаного божества центральне місце в ойратському пантеоні богів займає верховне божество «Хормуста (Ахурамазда) -теңгр» — покровитель землі, всього видимого світу і що мешкають в ньому живих істот, ватажок 33 або 99 Тенгрі (героїв-небожителів), батько «Гесера» — в міфології монгольських народів і народів Тибету — небесного вершника, бога війни (покровителя воїнів) і короля-обранця (Калки-аватар, Майтрейя, Месія, Махді) очищающего землю від чудовиськ (демонів-мангус) і що асоціювався у ойратів (калмиків) з божеством війни «Дайчін (Дəəч) -Теңгр», що свідчить про вплив зороастризму і тибетської релігії Бон. Також існує культ предків — «өвкнрін сəкүсн» (духи-охоронці предків). Вся перерахована ойрато-монгольська релігійно-міфологічна традиція віддзеркалена в ойратському (калмицькому) епосі «Җанhр (Джангр)» органічно доповнюючи буддизм і понині поширена в місцях традиційного проживання ойратів (Калмикії, Західної Монголії та СУАР КНР), що пов'язано з традиційно м'яким ставленням буддизму, на відміну від інших прозелітичних релігій до традиційних вірувань народів, наприклад мирно донині співіснують буддизм і добуддийський культ Синто в Японії.

## Територія розселення

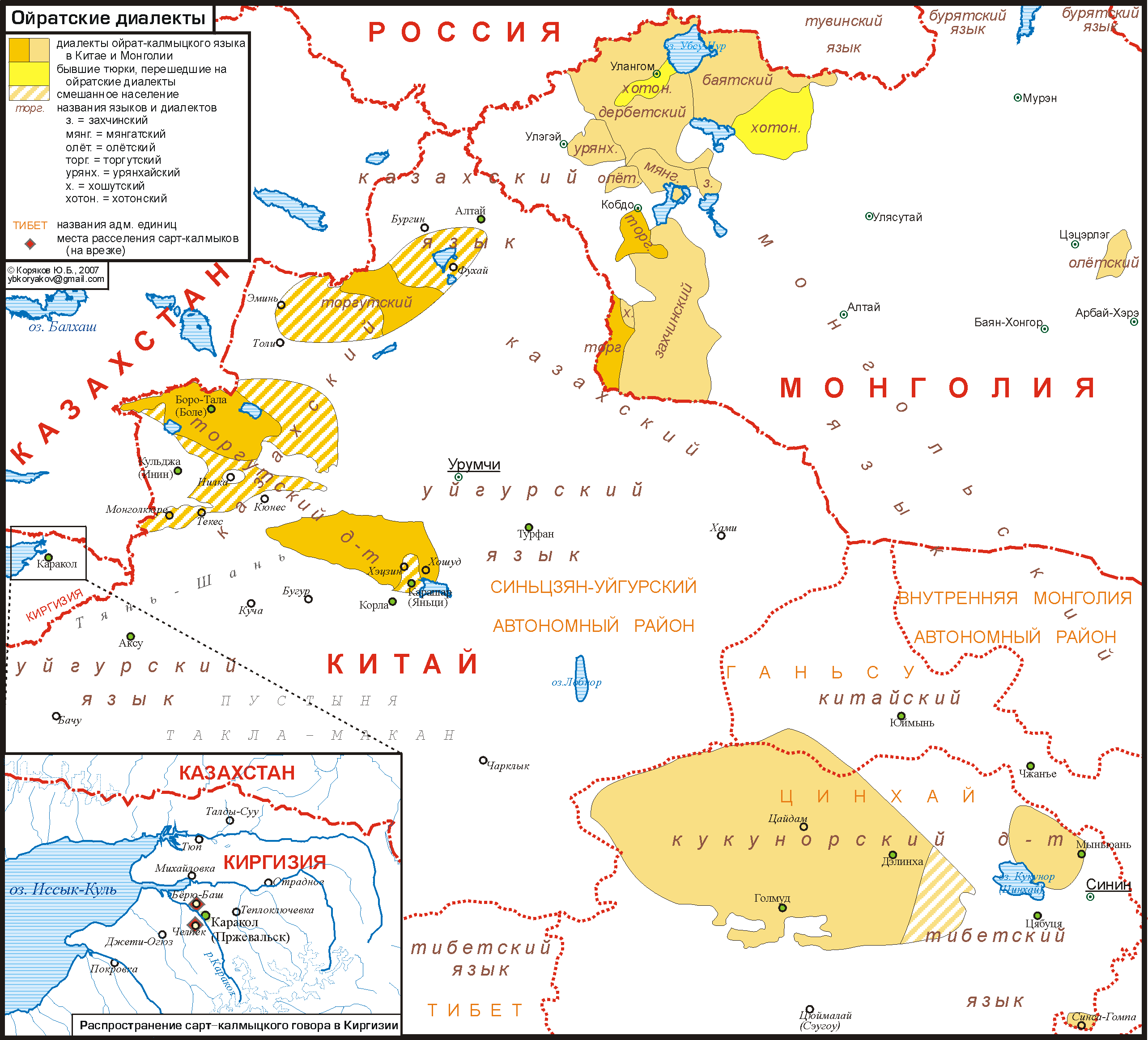
Карта розселення ойратів в Центральній Азії — Уйгурії -Монголії

Ойрати жили у верхів'ях Ангари і Єнісею (так зване Восьмиріччя — Секіз-мурен). У XII ст. мігрували до долин Алтаю, на територію сучасних Туви, Хувсголського аймаку Монголії та прилеглих регіонах, але потім створивши союз Дербен-Ойрат вони мігрували на південь в XIV столітті. Нині ойрати проживають по південну сторону Алтайських гір в Західній Монголії (в Убсунурському і Кобдоському аймаках), Росії (в Калмикії, див. калмики), а також в західному Китаї (в Джунгарській улоговині СУАР і провінції Цинхай). В КНР ойрати офіційно вважаються монголами.
Великі групи ойратів (торгоути, дербети (дервюди), хошути, зюнгари (олети)) знаходяться в Західному Китаї:
- Ілі-Казахська автономна область (до 65 тис.)[5]
- Баянгол-Монгольська автономна префектура (до 45 тис., 2000)
- Боро-Тала-Монгольська автономна префектура (до 25 тис.)
- автономні округи Сіньцзян-Уйгурського автономного району

а також північ і схід провінції Цинхай (до 90 тис.), де розмоаляють кукунорським діалектом) — за різними даними від 170 до 250 тис. осіб.
Ойрати компактно живуть у Західній Монголії — в Кобдоському аймаку (захчини (дзахчини), в цілому в країні 31,2 тис., 2007, мінгати (мянгати) 8,2 тис., торгоути 13, 0 тис.), Убсунурському аймаку (дербети (70,3 тис.), баяти (53,2 тис.), хотон (6,9 тис.)), а також на сході самого західного аймаку Баян-Улгій (зюнгари або олети (11,3 тис.)) — в цілому до 205 тис. осіб.
Калмики (дербети, торгоути, хошути, бузави) проживають в Росії в Республіці Калмикія та сусідніх регіонах — 173996 осіб, з них в республіці — 155938 чол. (понад 53 % її населення) по Всеросійському перепису населення 2002 року.
Невеликі групи ойратів під ім'ям сарт калмиків є в Середній Азії (в Киргизстані — від 5 до 10 тис. осіб) і на Кавказі, а також у США (2 тис. осіб) і Франції (1 тис. осіб).

## Історія

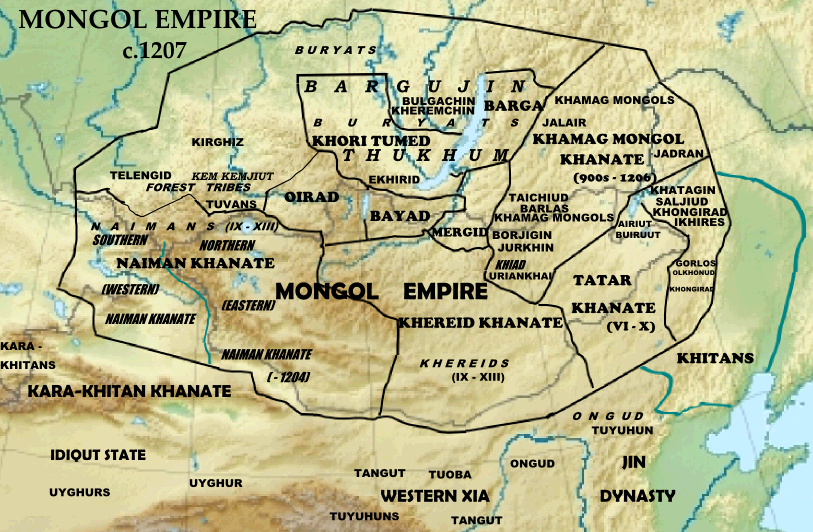
Монгольська імперія у 1207

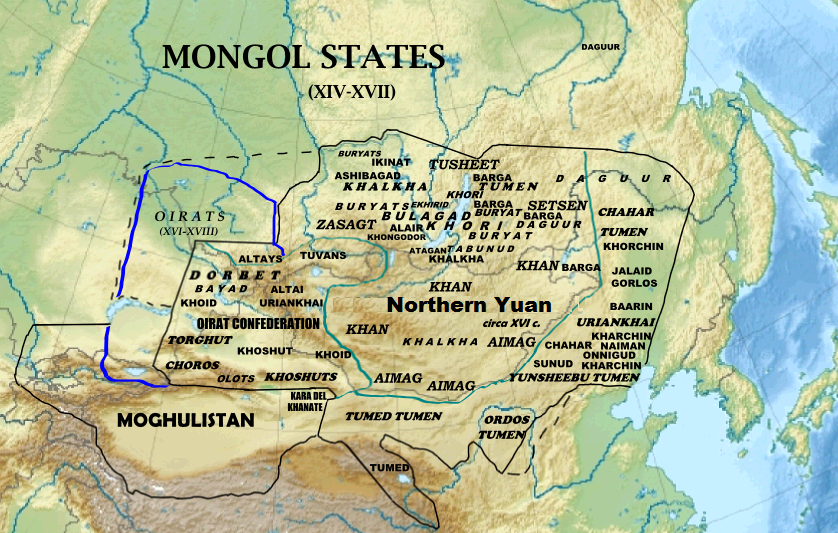
Монгольські держави Монгольський каганат, Ойратське ханство і Могулістан

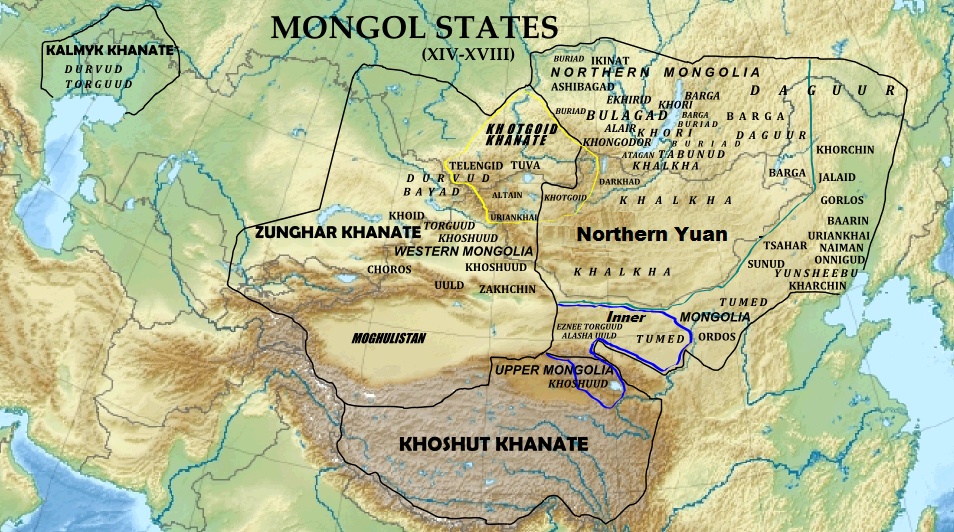
Монгольські держави у XVII сторіччі: Монгольський каганат, Джунгарське ханство, Хошутське ханство, Хотогойтське ханство, Калмицьке ханство і Могулістан

Ойрати мають спільну історію, географію, культуру і мову зі Східними монголами, і в різний час були об'єднані під владою одного хана або ойратського походження або чингізидами.
Ойрати — союз монголомовних і тюркомовних етнічних груп, після розпаду Монгольської імперії й підкорення монголів маньчжурами, що створив три держави — Джунгарське ханство, Калмицьке ханство і Кукнорське (Хошоутське) ханство. Основними сучасними центрами розселення ойратів нині є Російська Федерація (Республіка Калмикія), Монголія (західні аймаки) і Китай (Сіньцзян-Уйгурський автономний район і провінція Цинхай). Перші згадки про ойратах відомі з XIII століття, коли вони добровільно як союзники увійшли до складу імперії Чингісхана і їх подальша історія була тісно пов'язана з її становленням і здобутками. Після розпаду Монгольської імперії в XIV в. ойрати створили державу Дербен-Ойрат (1399—1634), а в кін. XVI — поч. XVII століть племена ойратів що проживали в Джунгарії і сусідніх регіонах розділилися: хошути відкочували до району озера Кукунор (Хошутське ханство, 1640-ті — 1717), інша, залишившись на місці, склала основне населення Джунгарського ханства, а третя — перемістилася на європейські території (Калмицьке ханство, 1630—1771).
Їх піднесення почалося після 1368 а, коли занепав Улус Великого (монгольського) Хана — Імперія Юань. На чолі східних ойратів спочатку постав Угечі-хашиг (за юаньською традицією — Менке-Темур), після смерті якого держава розпалася на 3 частини: джунчагрське, калмицьку і кукунорське ханства, які очолили Махмуд-хан, Бату-болот та Тай-пін.
У XV столітті, коли середньовічна Монголія досягла піку своєї могутності, місцеві (ойратські) тайші які до того часу захопили владу в Монгольській імперії вже не боялися погіршувати відносин з сусіднім Китаєм з приводу торговельних відносин. Обопільне загострення подій призвело до ойрато-китайської війни у 1449 році, коли ойратський Есен-тайші, фактичний лідер монголів, намірився завоювати Китай і відтворити монгольську Юанську імперію зразка часів Хубілай-хана.
Влітку 1449 двадцятитисячна монголо-ойратська армія на чолі з Есен-тайшф вторглася на територію Китаю і, розділившись на три групи, рушила у напрямку до Пекіну. 4 серпня величезна китайська армія династії Мін виступила в похід під командуванням імператора Чжу Цічжень. Головний євнух (міністерства) Відомства ритуалів Ван Чжень, що став фактично другою особою після імператора, умовив молодого монарха здійснити переможний марш-кидок на північ і розгромити ойратського Есена на території Монголії. Самовпевненість величезного китайського війська і китайського імператора, що домагався втілення цієї ідеї, незабаром стала очевидною.
Генеральна битва відбулася 1 вересня 1449 в місцевості Туму, на північний захід від гори Хуайлай в сучасній провінції Хебей. Зустрівши величезну китайську армію що набагато перевершувала за чисельністю ойратське військо, ойрати завдали їй нищівної поразки. Багато вищих сановників імперії загинули на полі бою, в запеклій рубці, в тому числі і Ван Чжень. Імператор і багато придворних потрапили в полон до ойратів (калмиків).
Есен вважав, що полонений імператор — це вагома карта, і припинив військові дії повернувшись до ойратських кочовищ. Обороною Пекіна ж зайнявся енергійний китайський полководець Юй Цянь, який звів на престол нового імператора, молодшого брата Чжу Цічжен — Чжу Ціюя. Наслідуючи радам придворних китайських міністрів-євнухів і відхиливши пропозиції Есена про викуп імператора, Юй заявив, що країна важливіша за життя імператора. Есен, так і не домігшись викупу від китайців, через чотири роки за порадою своєї дружини відпустив імператора, з яким розстався вже як з другом. Сам же лідер ойратів зустрів жорстку критику за свою непродуману політику і через шість років після Тумуської битви (по китайськи — катастрофа) був зрадницькі убитий підкореними родичами страченого їм монгольського аристократа.
Тумуська катастрофа вважається однією з найбільших військових поразок китайської Імперії Мін.
У 1578 відбулася битва на річці Іртиш між ойратами і халха-монголами. Пізніше частина ойратів відкочувала на європейські терени що поклало початок сучасним калмикам.
Ойрати досягли піку могутності під керівництвом Галдана Бошогту (1670—1697), а також його спадкоємців — Цеван Рабдана (у 1697—1727) і Галдан-Церена (у 1727—1745), коли в регіоні між Алтаєм і Тянь-Шанем виникло Джунгарське ханство (від Jagun Gar — ліва рука) — цей регіон згодом став відомий як Джунгарія.
У XVII столітті чотири монголомовних ойратських народи — зюнгари, дербети, хошути, торгути після підкорення південних монголів маньчжурської династією Цин, створили на заході Монголії Дербен Ойрад Нутуг — в перекладі з калмицької (ойратської) мови — «Союз Чотирьох ойрат» або «Держава Чотирьох ойрат», в науковому світі знана як Джунгарське ханство (в перекладі з монгольської «джун гар», або «зюн гар»-«ліва рука», колись — ліве крило монгольського війська, яке складали при Чингіз-хані і його нащадках — ойрати). Джунгарами (зюнгарами) називали тому також всіх підданих цього ханства.
Територія, на якій воно знаходилося, називалася (і називається) Джунгарія. У мусульманських і в українських історичних джерелах що перейняли від них цю назву ойрати називалися і називаються калмиками або зюнгарами (зенгорами, джунгарами), в китайських джерелах — елютами, єдина ж історична самоназва цього народу що нині проживає на території Російської Федерації (Республіка Калмикія), Республіки Монголія (західномонгольські аймаки) і Китаю (Синьцзян-Уйгурський автономна префектура) — ойрати (в ойрат-калмицькій вимові — «өрд»).
У 1755—1759 роках в результаті внутрішніх міжусобиць і громадянської війни, викликаних чварами і боротьбою правлячої еліти Джунгарії за престол Джунгарського ханства, один з представників і претендентів на престол Джунгарської держави (ханства) Амурсана, що сподівався за допомогою маньчжурів-китайців захопити престол, закликав на допомогу війська манчжурської династії Цін, ця держава була захоплена. При цьому територія Джунгарського ханства була оточена двома Манчжурсько-китайськими арміями — близько півмільйона вояків. Було вбито близько 90 % тодішнього населення Джунгарії, в основному жінки, старі й діти. Один улус — близько десяти тисяч зюнгарів, дербетів, хойтів під керівництвом нойона (князя) Шееренга (Церена) з важкими боями пробився і вийшов на Волгу в Калмицьке ханство. Залишки деяких улусів джунгар пробилися в Афганістан, Бадахшан, Бухару і були прийняті на військову службу тамтешніми правителями. Після розгрому Джунгарського ханства Цінською імперією, вся територія колишнього ханства увійшла до складу Цінської імперії.

## Тюркські народи, що входили до ойратського об'єднання

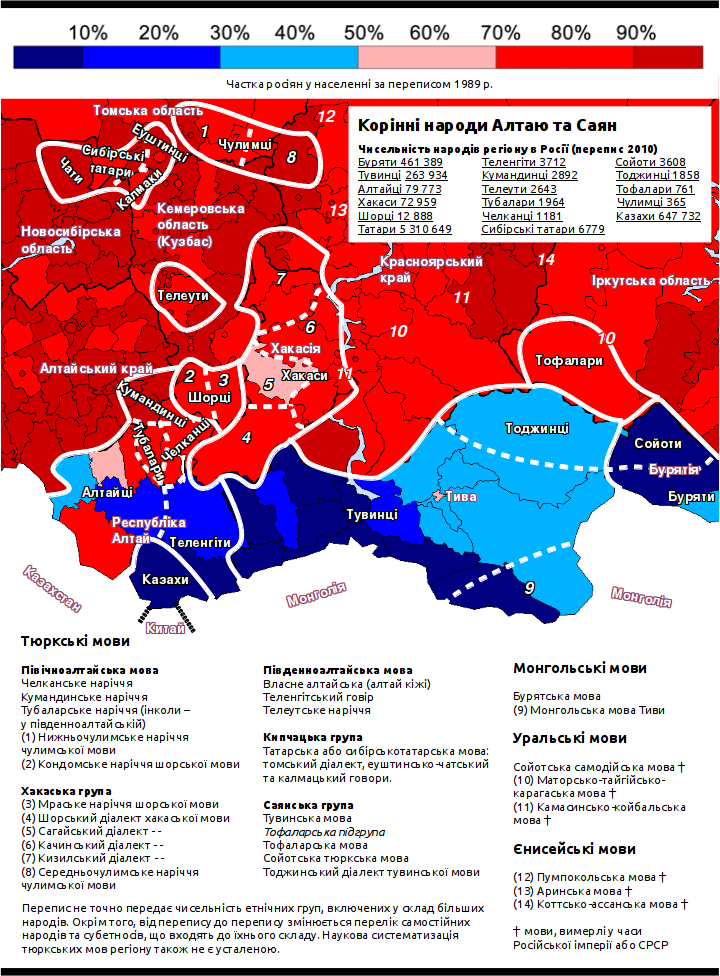
Алтайці-ойроти, хакаси, телеути та калмаки

Самоназвою алтайців, які входили до складу Джунгарського ханства ойратів, було слово «ойрот». Незважаючи на те, що алтайці відрізняються від монголів-ойратів тюркською мовою та релігією, вони перейняли у справжніх ойратів їхній етнонім.
Пам'ять про золотий вік алтайців у складі Джунгарського ханства відбилася на бурханізмі, національно-релігійному русі алтайців. До есхатологічних вірувань бурханістів належало очікування на прихід Ойрат-хана, який мав би відродити державу ойратів.
Алтайські націоналісти планували створення Республіки Ойрот на базі Каракорум-Алтайського округу. Після завоювання округу більшовиками, у 1922 році на його основі була створена Ойротська автономна область у складі Алтайського краю. У 1948 p. вона була перейменована у Горно-Алтайську автономну область (зараз — Республіка Алтай).
Російський екзонім «калмаки» поширювався також на телеутів, що теж підпорядковувалися ойратським ханам. Частина з них, прийнявши іслам, під цією назвою увійшла до складу найсхіднішої групи сибірських татар.
Єнісейські киргизи, які також належали до Джунгарського ханства, склали основу хакаського народу.